# Genêt d'Espagne

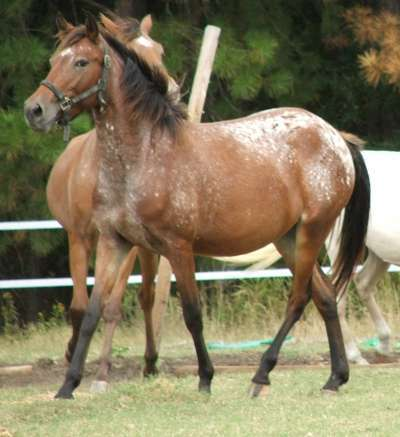
Fotografía de un genêt d'Espagne en la actualidad.

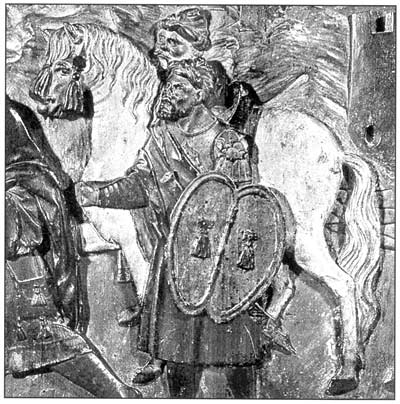
Un genêt clásico, en una representación de la Guerra de Granada (1482-1492).

Genet d'Espagne es una raza de caballo usualmente utilizada como palafrén o haquenée en la Edad Media, cuando tenía gran reputación. Se le considera extinto, y sus características se pretenden recuperar a través del breed registry (pedigrí) denominado Spanish Jennet Horse.
Su nombre, traducido literalmente del francés, significa "genista (o ginesta, o retama, o esparto -o, en otros contextos, gineta o Ginés-) de España". La Encyclopaedia Britannica considera que su etimología proviene del español "jinete". Según el DRAE, esta palabra a su vez proviene del árabe hispánico zanáti, gentilicio de la tribu berebere de los Zenata, reputada por sus caballos.
Se le supone origen de muchas otras razas de caballos, como la pura raza española, el caballo lusitano y el caballo frisón.
Se le describe como un pequeño caballo, "entero, bien hecho y hermoso" (entier, bien fait et beau).

## Fitónimos
En francés, genêt d'Espagne también es el nombre vulgar de dos plantas: Genista hispanica -olaguina o aliaga negral- y Spartium junceum.

## Filmografía
- Genêt d'Espagne (película), francesa, de Gérard Ortvin (1927).[4]

## Sobrenombre
El literato francés Jean Genet cuenta que "el mismo día que me conoció, Jean Cocteau me llamó su «genêt d'Espagne»". Según Juan Goytisolo, "su tumba tiene vista al mar y se halla significativamente en medio de la de nuestros olvidados compatriotas, de nuevo y para siempre ese Genet d'Espagne que, como el fulgor de un incendio, aparece en las páginas de Diario del ladrón".